# Gran Premio de Australia de Motociclismo de 2008
El Gran Premio de Australia de Motociclismo de 2008 (oficialmente Australian Motorcycle Grand Prix) fue la decimosexta prueba del Campeonato del Mundo de Motociclismo de 2008. Tuvo lugar en el fin de semana del 3 al 5 de octubre de 2008 en el Circuito de Phillip Island, que está ubicado en la isla de Phillip Island, estado de Victoria, Australia.
La carrera de MotoGP fue ganada por Casey Stoner, seguido de Valentino Rossi y Nicky Hayden. Marco Simoncelli ganó la prueba de 250 cc, por delante de Álvaro Bautista y Mika Kallio. La carrera de 125 cc fue ganada por Mike Di Meglio, Stefan Bradl fue segundo y Gábor Talmácsi tercero.

## Resultados

### Resultados MotoGP
| Pos.    | N.º | Piloto           | Constructor | Vueltas | Tiempo/Retirado | Parrilla | Puntos |
| ------- | --- | ---------------- | ----------- | ------- | --------------- | -------- | ------ |
| 1       | 1   | Casey Stoner     | Ducati      | 27      | 40:56.643       | 1        | 25     |
| 2       | 46  | Valentino Rossi  | Yamaha      | 27      | +6.504          | 12       | 20     |
| 3       | 69  | Nicky Hayden     | Honda       | 27      | +7.205          | 3        | 16     |
| 4       | 48  | Jorge Lorenzo    | Yamaha      | 27      | +11.500         | 2        | 13     |
| 5       | 56  | Shinya Nakano    | Honda       | 27      | +11.914         | 9        | 11     |
| 6       | 52  | James Toseland   | Yamaha      | 27      | +12.243         | 5        | 10     |
| 7       | 4   | Andrea Dovizioso | Honda       | 27      | +12.780         | 8        | 9      |
| 8       | 5   | Colin Edwards    | Yamaha      | 27      | +25.920         | 7        | 8      |
| 9       | 14  | Randy de Puniet  | Honda       | 27      | +26.037         | 4        | 7      |
| 10      | 65  | Loris Capirossi  | Suzuki      | 27      | +26.799         | 11       | 6      |
| 11      | 24  | Toni Elías       | Ducati      | 27      | +27.027         | 13       | 5      |
| 12      | 13  | Anthony West     | Kawasaki    | 27      | +47.808         | 18       | 4      |
| 13      | 21  | John Hopkins     | Kawasaki    | 27      | +48.333         | 16       | 3      |
| 14      | 50  | Sylvain Guintoli | Ducati      | 27      | +48.899         | 14       | 2      |
| 15      | 7   | Chris Vermeulen  | Suzuki      | 27      | +48.935         | 15       | 1      |
| 16      | 33  | Marco Melandri   | Ducati      | 27      | +1:11.767       | 17       |        |
| Ret     | 15  | Alex de Angelis  | Honda       | 0       | Caída           | 10       |        |
| Ret     | 2   | Dani Pedrosa     | Honda       | 0       | Caída           | 6        |        |
| Fuente: |     |                  |             |         |                 |          |        |

### Resultados 250cc
| Pos.    | N.º | Piloto              | Constructor | Vueltas | Tiempo/Retirado | Parrilla | Puntos |
| ------- | --- | ------------------- | ----------- | ------- | --------------- | -------- | ------ |
| 1       | 58  | Marco Simoncelli    | Gilera      | 25      | 39:02.553       | 1        | 25     |
| 2       | 19  | Álvaro Bautista     | Aprilia     | 25      | +0.223          | 3        | 20     |
| 3       | 36  | Mika Kallio         | KTM         | 25      | +14.450         | 2        | 16     |
| 4       | 60  | Julián Simón        | KTM         | 25      | +14.478         | 6        | 13     |
| 5       | 6   | Alex Debón          | Aprilia     | 25      | +26.226         | 8        | 11     |
| 6       | 15  | Roberto Locatelli   | Gilera      | 25      | +26.392         | 11       | 10     |
| 7       | 72  | Yuki Takahashi      | Honda       | 25      | +26.434         | 7        | 9      |
| 8       | 41  | Aleix Espargaró     | Aprilia     | 25      | +40.546         | 9        | 8      |
| 9       | 14  | Ratthapark Wilairot | Honda       | 25      | +1:00.219       | 12       | 7      |
| 10      | 32  | Fabrizio Lai        | Gilera      | 25      | +1:20.825       | 13       | 6      |
| 11      | 17  | Karel Abraham       | Aprilia     | 25      | +1:22.802       | 17       | 5      |
| 12      | 25  | Alex Baldolini      | Aprilia     | 25      | +1:22.864       | 18       | 4      |
| 13      | 10  | Imre Tóth           | Aprilia     | 25      | +1:23.995       | 16       | 3      |
| 14      | 52  | Lukáš Pešek         | Aprilia     | 25      | +1:39.740       | 14       | 2      |
| 15      | 35  | Simone Grotzkyj     | Gilera      | 24      | +1 vuelta       | 21       | 1      |
| 16      | 92  | Daniel Arcas        | Aprilia     | 24      | +1 vuelta       | 20       |        |
| 17      | 45  | Doni Tata Pradita   | Yamaha      | 24      | +1 vuelta       | 22       |        |
| Ret     | 4   | Hiroshi Aoyama      | KTM         | 15      | Retirado        | 4        |        |
| Ret     | 75  | Mattia Pasini       | Aprilia     | 15      | Caída           | 10       |        |
| Ret     | 55  | Héctor Faubel       | Aprilia     | 4       | Caída           | 5        |        |
| Ret     | 90  | Federico Sandi      | Aprilia     | 1       | Caída           | 15       |        |
| Ret     | 43  | Manuel Hernández    | Aprilia     | 1       | Retirado        | 19       |        |
| DNQ     | 89  | Ho Wan Chow         | Aprilia     |         | No se clasificó |          |        |
| DNQ     | 27  | Stefano Bianco      | Aprilia     |         | No se clasificó |          |        |
| Fuente: |     |                     |             |         |                 |          |        |

### Resultados 125cc
| Pos.    | N.º | Piloto             | Constructor | Vueltas | Tiempo/Retirado | Parrilla | Puntos |
| ------- | --- | ------------------ | ----------- | ------- | --------------- | -------- | ------ |
| 1       | 63  | Mike Di Meglio     | Derbi       | 23      | 37:55.589       | 1        | 25     |
| 2       | 17  | Stefan Bradl       | Aprilia     | 23      | +10.255         | 3        | 20     |
| 3       | 1   | Gábor Talmácsi     | Aprilia     | 23      | +13.106         | 9        | 16     |
| 4       | 29  | Andrea Iannone     | Aprilia     | 23      | +13.149         | 5        | 13     |
| 5       | 44  | Pol Espargaró      | Derbi       | 23      | +26.796         | 15       | 11     |
| 6       | 11  | Sandro Cortese     | Aprilia     | 23      | +27.123         | 6        | 10     |
| 7       | 12  | Esteve Rabat       | KTM         | 23      | +27.181         | 17       | 9      |
| 8       | 24  | Simone Corsi       | Aprilia     | 23      | +27.871         | 8        | 8      |
| 9       | 93  | Marc Márquez       | KTM         | 23      | +28.287         | 12       | 7      |
| 10      | 45  | Scott Redding      | Aprilia     | 23      | +35.087         | 11       | 6      |
| 11      | 7   | Efrén Vázquez      | Aprilia     | 23      | +57.392         | 25       | 5      |
| 12      | 8   | Lorenzo Zanetti    | KTM         | 23      | +57.413         | 19       | 4      |
| 13      | 22  | Pablo Nieto        | KTM         | 23      | +57.451         | 16       | 3      |
| 14      | 6   | Joan Olivé         | Derbi       | 23      | +57.539         | 18       | 2      |
| 15      | 21  | Robin Lässer       | Aprilia     | 23      | +1:06.318       | 23       | 1      |
| 16      | 72  | Marco Ravaioli     | Aprilia     | 23      | +1:06.320       | 29       |        |
| 17      | 26  | Adrián Martín      | Aprilia     | 23      | +1:42.441       | 30       |        |
| 18      | 36  | Cyril Carrillo     | Honda       | 23      | +1:42.455       | 31       |        |
| 19      | 28  | Enrique Jerez      | KTM         | 23      | +1:43.792       | 32       |        |
| 20      | 91  | Jed Metcher        | Honda       | 22      | +1 vuelta       | 33       |        |
| 21      | 34  | Randy Krummenacher | KTM         | 21      | +2 vueltas      | 20       |        |
| Ret     | 38  | Bradley Smith      | Aprilia     | 21      | Caída           | 2        |        |
| Ret     | 48  | Bastien Chesaux    | Aprilia     | 14      | Retirado        | 28       |        |
| Ret     | 33  | Sergio Gadea       | Aprilia     | 13      | Retirado        | 14       |        |
| Ret     | 51  | Stevie Bonsey      | Aprilia     | 12      | Retirado        | 13       |        |
| Ret     | 70  | Rhys Moller        | Honda       | 10      | Caída           | 34       |        |
| Ret     | 16  | Jules Cluzel       | Loncin      | 8       | Caída           | 27       |        |
| Ret     | 46  | Brad Gross         | Yamaha      | 8       | Retirado        | 35       |        |
| Ret     | 56  | Hugo van den Berg  | Aprilia     | 7       | Caída           | 21       |        |
| Ret     | 95  | Robert Mureșan     | Aprilia     | 2       | Caída           | 24       |        |
| Ret     | 35  | Raffaele De Rosa   | KTM         | 2       | Caída           | 7        |        |
| Ret     | 5   | Alexis Masbou      | Loncin      | 1       | Retirado        | 22       |        |
| Ret     | 18  | Nicolás Terol      | Aprilia     | 1       | Retirado        | 4        |        |
| Ret     | 73  | Takaaki Nakagami   | Aprilia     | 0       | Retirado        | 26       |        |
| Ret     | 77  | Dominique Aegerter | Derbi       | 0       | Caída           | 10       |        |
| DNS     | 99  | Danny Webb         | Aprilia     |         | No participó    |          |        |
| DNQ     | 32  | Blake Leigh-Smith  | Honda       |         | No se clasificó |          |        |
| DNQ     | 92  | Jake Horne         | Honda       |         | No se clasificó |          |        |
| DNQ     | 60  | Michael Ranseder   | Aprilia     |         | No se clasificó |          |        |
| 1.      |     |                    |             |         |                 |          |        |
| Fuente: |     |                    |             |         |                 |          |        |